# RS-447
Pour les articles homonymes, voir Route 447.
La RS 447 est une route locale du Nord-Est de l'État du Rio Grande do Sul, qui relie la municipalité de Montauri, à la RS-129, sur le territoire de la commune de Serafina Corrêa. Elle dessert ces deux seules villes, et est longue de 13 km.